# Feuilleea speciosa
Feuilleea speciosa là một loài thực vật có hoa trong họ Cucurbitaceae. Loài này được (Spruce ex Benth.) Kuntze mô tả khoa học đầu tiên năm 1891.